# La diga della morte
La diga della morte (Carnival Boat) è un film statunitense del 1932 diretto da Albert S. Rogell.